# Bass Communion
Bass Communion is een bandnaam voor ambientmuziek van de Brit Steven Wilson. Wilson heeft zijn diverse muziekstijlen aparte namen gegeven, zoals Porcupine Tree voor rock en Incredible Expanding Mindfuck voor spacerock. Bass Communion speelt in tegenstelling tot wat de naam doet vermoeden rustige ambient, waar geen bass aan te pas komt. De composities zijn bijna allemaal langer dan 10 minuten. De opnamen verschijnen in allerlei vormen; cd, Cd-r, elpee en single. De uitgaven overlappen elkaar soms.
Per album schakelt Wilson bevriende musici in zoals Robert Fripp die onder soundscapes eigen ambient maakt, Theo Travis, Muslimgauze. Dirk Serries benaderde Wilson in de hoedanigheid van Bass Communion voor zijn Continuum.

## Discografie

### Albums
- I (1998)
- II (1999)
- III (2001)
- Ghosts on Magnetic Tape (2004)
- Indicates Void (2005)
- Loss (2006)
- Pacific Codex (2008)
- Molotov and Haze (2008)
- Chiaroscuro (2009)

### Ep's en singles
- Atmospherics (1999)
- Vajrayana (2004)
- Dronework (2005)
- Haze Shrapnel (2008)
- Litany (2009)

### Samenwerking
- Bass Communion V Muslimgauze (1999)
- Bass Communion V Muslimgauze EP (2000)
- Bass Communion (Reconstructions and Recycling) (2003)
- Jonathan Coleclough / Bass Communion / Colin Potter (2003)
- Continuum (2005) / (2007)
- BCVSMGCD (2006)
- Bass Communion / Pig  - Live in Mexico City (2008)